# Pala del Carmine
La Pala del Carmine è un dipinto a tempera e oro su tavola (191x328 cm) di Pietro Lorenzetti, databile al 1327-1329 e conservata, in larga parte, nella Pinacoteca nazionale di Siena. Due scomparti sono poi al Norton Simon Museum di Pasadena, uno alla Yale University Art Gallery di New Haven e almeno uno è disperso. Il dipinto è firmato e datato 1329.

## Storia
La pala proviene dalla chiesa del Carmine di Siena, dove venne commissionata all'artista tra il 1327 e il 1328 e portata a termine prima del 26 ottobre 1329. Di quella data resta infatti un documento con il quale il Comune senese elargiva, su richiesta dei Carmelitani, la somma necessaria a riscattare l'opera che il pittore tratteneva presso di sé in attesa del saldo del pagamento. Sulla tavola centrale si trova infatti una data che, sebbene interessata da cadute di colore, si può interpretare proprio come un MCCCXXVIIII. I frati erano infatti a corto di soldi per l'alta cifra richiesta e che testimonia l'alta considerazione che Pietro godeva in quel periodo, ovvero 150 fiorini d'oro.

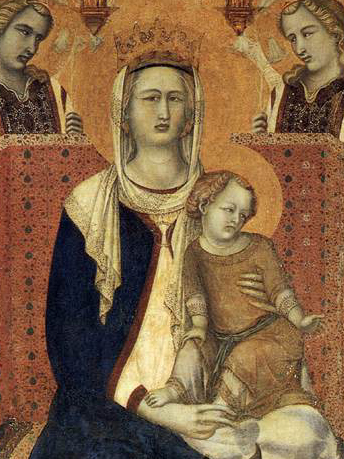
Parte centrale della pala

Con la Controriforma e il mutamento delle disposizioni e del gusto nella decorazione degli altari la pala venne smembrata e inviata, senza due scomparti laterali, nella chiesetta di Sant'Ansano a Dofana, ridipingendo per l'occasione il profeta Elia, a destra della Vergine, come un sant'Antonio Abate, protettore degli animali e quindi particolarmente gradito ai fedeli della parrocchia di campagna; parte della predella fu inoltre ridipinta con le Storie di sant'Ansano. 
I pannelli restati a Siena vennero in parte dispersi e finirono presto sul mercato antiquario. Più tardi quelli superstiti vennero ricomposti nella Pinacoteca nazionale. Fu Adolfo Venturi a riconoscere nel 1945 la tavoletta coi Santi Andrea e Jacopo nel museo della Yale University, mentre Federico Zeri, nel 1971, scovò i due santi laterali nella collezione della Norton Simon Foundation, che allora erano in deposito al Princeton University Art Museum. Oggi risulta irrintracciabile uno degli scomparti superiori con coppie di santi, e forse i pinnacoli, se esistenti, il fastigio (ovvero il coronamento della pala centrale) e la cornice originale.
Per comprendere appieno la scelta dei santi e le scene della predella del polittico bisogna considerare il particolare momento storico che attraversava l'Ordine carmelitano, culminato proprio nel 1326, un anno prima della commissione, con la definitiva e solenne approvazione dell'ordine da parte da papa Giovanni XXII. Nati da un nucleo di cavalieri crociati nel XII secolo, i primi Carmelitani si erano stabiliti sul monte Carmelo in Galilea ispirandosi al profeta Elia che lì, secondo la Bibbia, aveva sconfitto i falsi profeti di Baal. Scelta Maria come protettrice e patrona, iniziarono a dichiararsi discendenti di Elia e del suo successore Eliseo attraverso i discendenti dei due profeti che abitavano ancora il monte. Una visione della Madonna diede loro una prima approvazione, e in seguito le visioni continuarono con l'apparizione degli Apostoli che battezzarono gli adepti, i quali divennero così "un ponte tra Antico e Nuovo Testamento". La prima approvazione ufficiale dell'ordine fu data dal patriarca di Gerusalemme Alberto nel 1210, alla quale seguì poi quella papale del 1226, ripetuta tre volte, dalla quale discese poi la Regola vera e propria. 
Con la caduta del Regno latino l'ordine abbandonò la Terrasanta trasferendosi in Occidente dove venne incanalato tra gli ordini mendicanti. Nel 1286 Onorio IV mutò l'originario abito a strisce bianche e scure (che rappresentava le bruciacchiature che Elia subì ascendendo in cielo in carro di fuoco) in uno interamente bianco e riconfermando l'ordine. Altre riconferme si ebbero nuovamente con Bonifacio VIII nel 1298 e Giovanni XXII nel 1316 e nel 1326, quando ad essi venne estesa la bolla Super cathedram già concessa a Francescani e Domenicani. Tutte queste riconferme erano dovute al fatto che gli altri ordini mendicanti continuavano a contestare la filiazione "storica" dei Carmelitani da Elia ed Eliseo, secondo una contesa che verrà chiusa solo nel 1447.

## Descrizione e stile

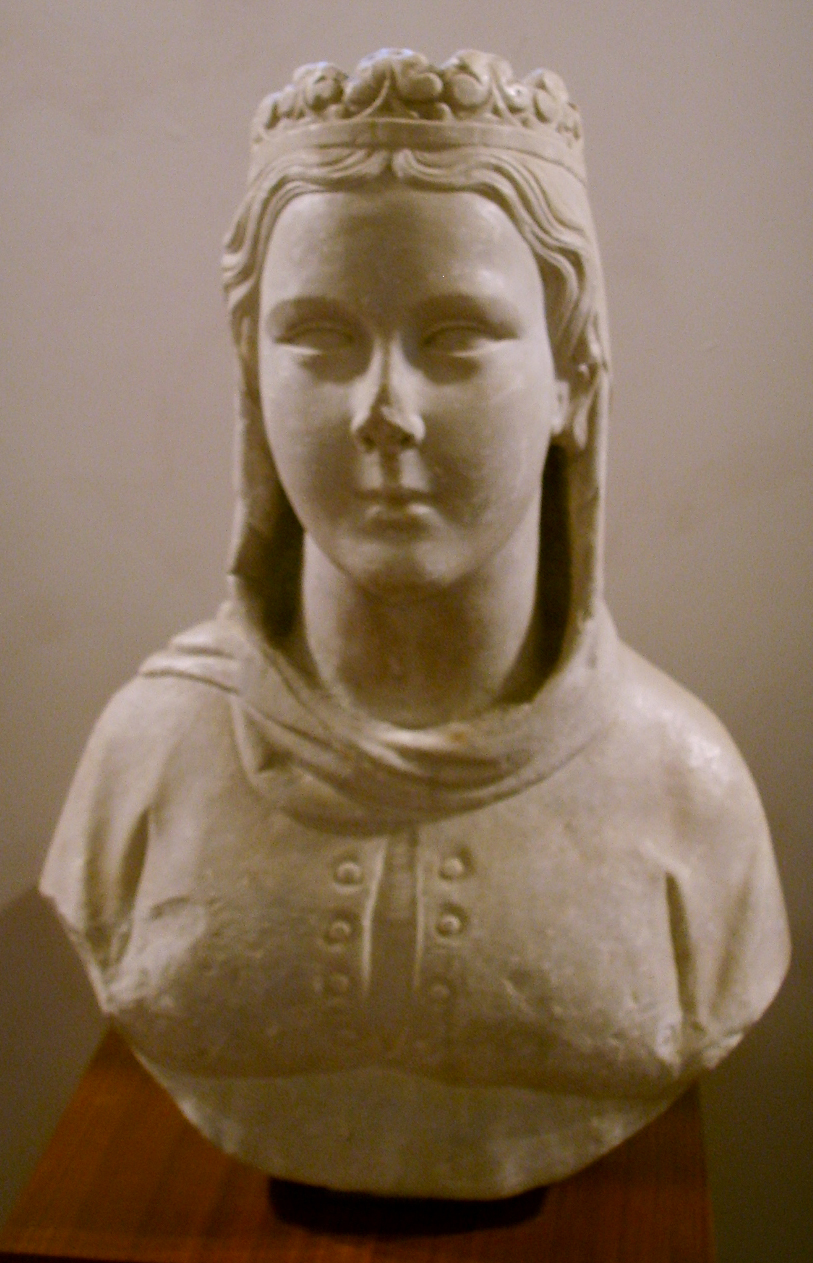
La Fede di Tino di Camaino (1320-1321), Museo dell'Opera del Duomo di Firenze

### Pannelli principali
La pala si presenta con un grande scomparto centrale (169x148 cm) con la Madonna col Bambino in Maestà, con quattro angeli e i santi Nicola a sinistra (patrono della chiesa) ed Elia a destra, il quale dispiega un cartiglio con un versetto tratto dal primo libro dei Re (18, 19), legato proprio alla sfida che Elia lanciò a re Acab facendo radunare tutti i sacerdoti di Baal sul monte Carmelo. Il Bambino, non a caso, si rivolge al profeta e gli rivolge un gesto di approvazione e la stessa Madonna, con le dita affusolate della destra, accenna a un segno di benedizione. La figura di Maria spicca regale e scultorea, seduta sul trono eccezionalmente ampio, coperto da un sontuoso drappo su cui la luce si posa in maniera diversa a seconda del lato: illuminato a destra, in ombra a sinistra. La Madonna ricorda le sculture dell'amico Tino di Camaino, ad esempio la Fede che un tempo decorava la sommità di una delle porte del Battistero di Firenze e che oggi si trova nel locale Museo dell'Opera del Duomo: del tutto analoga è la posa frontale, la corona posata sopra il velo e i lembi di quest'ultimo che si avvolgono sulle spalle; il trono inoltre disegna una sorta di ampia nicchia, che accentua la monumentalità della figura, proprio come nella cornice originale delle statue. Dettagli che conferiscono eleganza all'insieme sono la ricca veste della Madonna, con le trine sul velo e con il manto di prezioso blu oltremare foderato di pelliccia, oppure il rapporto confidenziale col figlio, che le appoggia un piede sul polso. 
A destra si trova San Giovanni Battista (126,4x46,7 cm, a Pasadena), che spesso è indicato come il "secondo Elia", per il suo ascetismo, quindi la sua presenza è particolarmente calzante: Malachia infatti aveva predetto che la venuta del Messia sarebbe stata preceduta dal ritorno di Elia per preparargli la via, che gli esegeti cristiani interpretarono con la figura del Precursore, ovvero il Battista stesso. Nel primo pannello di sinistra si trova poi Eliseo (125,7x47 cm, pure a Pasadena), vestito dell'abito bianco carmelitano e reggente un cartiglio con le parole del secondo libro dei Re (2, 11-12) legate al rapimento celeste di Elia sul carro infuocato. Gli altri pannelli esterni mostrano le sante Agnese e Caterina d'Alessandria: alla prima era dedicata la cappella dell'Arte della Lana senese, essendo essa per assonanza etimologica protettrice degli agnelli, come quello che tiene in braccio; la seconda invece era patrona dei cardatori, inoltre proveniva dall'Oriente, come i fondatori dei Carmelitani. Eleganti sono gli angeli a coppie simmetriche che riempiono gli spicchi tra gli archi, scioltamente disposti con un gomito appoggiato all'estradosso e con le ali che creano un ritmo fluido e continuo, come già l'artista aveva usato nel Polittico della pieve di Arezzo (1320).
Nei registri superiori si trovano otto apostoli a coppie (una è perduta), con un busto di profeta che si affaccia tra gli archetti, a ribadire la congiunzione tra Antico e Nuovo Testamento. Ciascuno pannello misura circa 45x26 cm e quello con i Santi Andrea e Jacopo si trova alla Yale University Art Gallery di New Haven.

### La predella

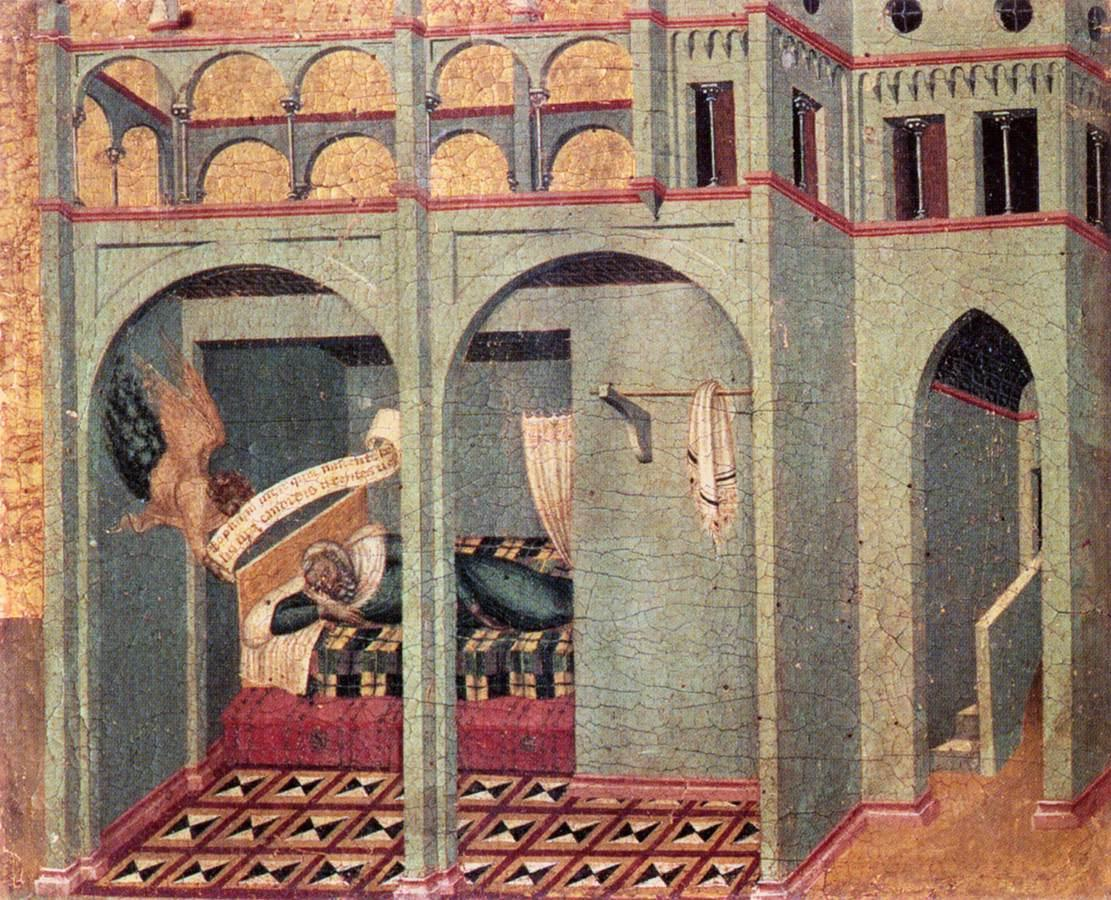
Sogno di Sobach

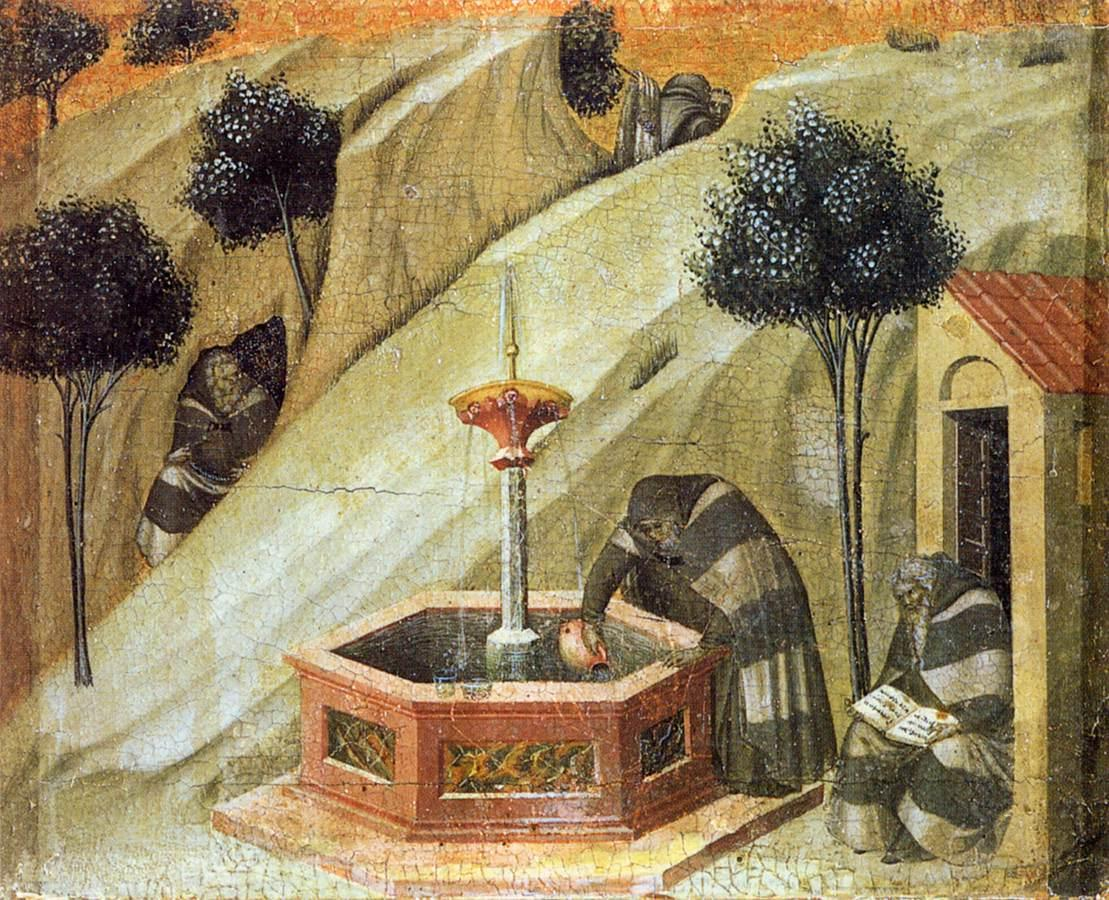
Eremiti alla fonte di Elia

I cinque pannelli della predella rappresentano la parte più innovatrice e interessante della pala, per la vivezza narrativa e l'accento posto sull'architettura, sui paesaggi smaltati come miniature, sulla ricchezza di dettagli tratti dal quotidiano.
Il primo pannello rappresenta il Sogno di Sobach (37x44 cm), il leggendario padre di Elia. In un'abitazione trecentesca si trova la stanza dal letto dell'anziano uomo, che viene visitato in sonno da un angelo il quale gli porta una rivelazione sul figlio, dispiegata in un cartiglio. Straordinaria è la descrizione della stanza: da una doppia arcata si vede un vano vuoto, piastrellato con motivi geometrici (dimostrando già gli interessi di Pietro per la rappresentazione prospettica, che influenzeranno anche suo fratello Ambrogio), arredato solo da una stanga appesa a una mensola su cui sta appoggiato un asciugamano; la stanza da letto è nitidamente descritta in un vano più arretrato, con il letto a cassettoni, le lenzuola, la coperta a quadretti, la cortina scorrevole che creava all'occorrenza un po' di intimità. Al piano superiore si trova una sorta di loggia con un esile e arioso colonnato; a destra, da un arco a sesto acuto, una scaletta permette di raggiungere i piani superiori, dove si aprono varie finestre con colonnina e con ante lignee ora aperte, ora socchiuse. Mirabile è il senso di quiete silenziosa, che si adatta perfettamente al tema del sogno. 
Il pannello successivo (37x45 cm) rappresenta la Fonte di Elia, ed è in pratica una sorta di Tebaide in miniatura, dedicata alla solitudine del monachesimo. Un monaco, con l'abito antico dei Carmelitani, attinge con una brocca l'acqua a una fontana marmorea che si dice fatta costruire da Elia; vicino, in un romitorio, si vede un suo compagno leggente. Tra le rocce brulle, ingentilite da alberelli e da qualche ciuffo di erbetta, si vede poi una grotta con un altro frate; altri due si allontanano su un irto sentiero tra le rocce. Le figure umane spiccano monumentali e quasi dilatate sotto le cappe, anche se il brano che attira maggiormente l'attenzione è quello della fontana, pure scorciata prospetticamente in maniera intuitiva e sulla quale compare un originalissimo dettaglio che anticipa le nature morte: due bicchieri di vetro colmi d'acqua appoggiati sul bordo. La sensibilità del pittore per gli elementi naturali e per i relativi effetti ottici è resa evidente dall'incresparsi della superficie dell'acqua della vasca per effetto degli spruzzi e dai riflessi sulle coppe di vetro appoggiate sul bordo.
La scena sotto la Madonna è di dimensioni più grandi (37x1545 cm) ed è più affollata. Vi è rappresentato un lungo corteo che assiste alla consegna della Regola a san Brocardo, primo priore dei Carmelitani, da parte di Alberto di Gerusalemme, il patriarca latino della città santa. Appare voluto il contrasto tra le lisce pareti rocciose, in cui vari frati vivono la dura esistenza tra le belve, e l'addensarsi della processione su due lati, così variata in profondità e nelle tipologie dei personaggi, ora a cavallo, ora a piedi, con una ricchezza straordinaria di fisionomia, gesti e atteggiamenti sempre diversi. La città sulla sinistra, dalle mura dipinte di rosso, rappresenta San Giovanni d'Acri, mentre a destra si vede la chiesa madre fondata dai Carmelitani sul monte Carmelo, vicina alla fonte di Elia che ricompare identica alla seconda scena. Si tratta quindi una scena fondamentale, che lega l'ordine agli avvenimenti narrati nell'Antico Testamento, facendone un ponte tra l'era antica e quella contemporanea. 
Le ultime due scene sono dedicate infatti alla modernità. Nella prima (37x41 cm) il pontefice (verosimilmente quello in vita, Giovanni XXII) approva la Regola, attorniato dai cardinali e sulla scorta di altri tre pontefici, che appaiono in alto tra i cherubini dispiegando altrettanti rotoli identici, a rappresentare la concordanza della decisione. Nel secondo (37x45 cm) Onorio IV conferisce il nuovo abito dell'ordine, bianco invece che con le barre bianche e scure. Entrambe le scene sono ambientate in ariose architetture, con teorie di archi e volte che si dispongono in profondità con grande naturalezza, nonostante la complicazione dello schema come neanche Giotto e i suoi scolari avevano fino ad allora sperimentato. Piccoli dettagli amplificano il senso spaziale, come i pavimenti geometrici o il vano cubico che si intravede appena nell'ultima scena, sopra il seggio papale.

## Ricostruzione
|  |  |  |  |  |
|  |  |  |  |  |
|  |  |  |  |  |